# Anthony Schmid
Anthony Schmid (* 18. Jänner 1999 in Straßburg) ist ein österreichisch-französischer Fußballspieler auf der Position eines Stürmers. 

## Karriere

### Verein
Schmid spielte in seiner Geburtsstadt bei Racing Straßburg, bevor er über die deutsche Grenze in die Jugend des Oberligisten Offenburger FV wechselte. Später zog es ihn in die Fußballschule des SC Freiburg. Mit der U-19-Mannschaft gewann er den DFB-Junioren-Vereinspokal 2017/18. Zur Spielzeit 2018/19 rückte er, nachdem er den Jugendmannschaften entwachsen war, in die zweite Mannschaft auf. Dort konnte er sich allerdings nicht behaupten und kam in zwei Spielzeiten zu 18 Regionalligaeinsätzen, in denen er zwei Tore schoss. Nach der Saison 2019/20 wurde sein Vertrag nicht verlängert.
Daraufhin wechselte Schmid zunächst zum Oberligisten SV Oberachern. Ohne Einsatz in der fünfthöchsten Spielklasse für die Oberacherner löste er im August 2020 seinen Vertrag wieder auf und wechselte zum österreichischen Zweitligisten Floridsdorfer AC. Sein Debüt in der 2. Liga gab er im September 2020, als er am ersten Spieltag der Saison 2020/21 gegen den SV Lafnitz in der Startelf stand. In seiner ersten Spielzeit als Profi kam der Stürmer zu 25 Zweitligaeinsätzen, in denen er drei Tore erzielte. Im Mai 2021 wurde sein Vertrag in Wien um eine weitere Spielzeit verlängert. In seiner zweiten Saison gelang ihm dann der Durchbruch in der 2. Liga, zu Saisonende hatte er elf Treffer in 28 Einsätzen zu Buche stehen und wurde mit dem FAC hinter dem SC Austria Lustenau Vizemeister.
Nach dem Ende seines Vertrags in Floridsdorf wechselte er zur Saison 2022/23 zu ebendiesen in die Bundesliga aufgestiegenen Lustenauern, bei denen er einen bis Juni 2024 laufenden Kontrakt erhielt. In zwei Spielzeiten in Lustenau kam er zu 44 Einsätzen im Oberhaus, in denen er sechsmal traf. Mit den Vorarlbergern stieg er 2024 aus der Bundesliga ab.
Anschließend wechselte der Stürmer zur Saison 2024/25 zum luxemburgischen Erstligisten Swift Hesperingen. Dort erzielte Schmid in seiner Ligapremiere beim 4:0-Heimsieg über Union Titus Petingen seinen ersten Treffer für den Verein. Doch schon Mitte August wurde sein Vertrag aus Gehaltsgründen nach insgesamt drei Pflichtspielen wieder aufgelöst. Im September 2024 kehrte Schmid anschließend wieder zum Floridsdorfer AC zurück, bei dem er einen bis 2026 laufenden Vertrag erhielt.

### Nationalmannschaft
Schmid lief 2016 für die österreichische U-18-Auswahl auf und absolvierte vier Spiele. Im Jahr 2018 kam Schmid zu ebensovielen Partien für die U-19-Junioren, in denen er zwei Tore schoss; die Qualifikation für die U-19-Europameisterschaft 2018 wurde verpasst. Am 31. Mai 2018 debütierte Anthony Schmid bei einer 3:0-Niederlage in einem Testspiel gegen Tschechien für das U-21-Nationalteam.

## Erfolge
- Deutscher A-Junioren-Pokalsieger: 2018

## Persönliches
Anthony Schmid wurde in Straßburg geboren und wuchs im Stadtviertel Neuhof auf. Sein Vater ist Österreicher,  seine Mutter ist eine Elsässerin mit algerischem Vater. Schmids älterer Bruder Jonathan (* 1990) ist ebenfalls Fußballspieler und steht beim FC Progrès Niederkorn in der luxemburgischen BGL Ligue unter Vertrag.